# Għar Qawqla
Għar Qawqla – wapienna formacja skalna leżąca niedaleko Marsalforn na maltańskiej wyspie Gozo. Jest to były most skalny połączony kiedyś z lądem, lecz jego przęsło zawaliło się w XX wieku. Spekulowano, że nazwa „Marsalforn” może pochodzić częściowo od „forna”, odnosząc się do naturalnych jaskiń morskich na tym obszarze, z których Għar Qawqla była jedną z najbardziej znanych.
Współcześnie, wszystko co pozostało z „mostu” to wysoki na 3 metry filar, z którego miejscowi mieszkańcy oraz turyści często skaczą do wody. Naturalny płytki basen znajduje się obok. Jest to również popularne miejsce do nurkowania.